# Miloš Mejtský
Miloš Mejtský (* 11. dubna 1961 Žacléř) je bývalý český fotbalový útočník. Po skončení aktivní kariéry působil jako fotbalový trenér.

## Fotbalová kariéra
Odchovanec Baníku Žacléř přišel do Hradce Králové do dorostu. Hrál za Spartak Hradec Králové (1978-1981), na vojně za Duklu Praha (1981-1982) a RH Cheb (1982-1983), po vojně se vrátil do Hradce Králové (1983-1988) a končil ve druhé lize v TJ JZD Slušovice a v nižších soutěžích v Rakousku. Reprezentoval v mládežnických kategoriích i v týmu do 21 let. Jeho kariéře uškodilo vážné zranění po střetu s obráncem Vítkovic Moravčíkem při působení v Chebu, po kterém rok nehrál. V československé lize nastoupil v 60 utkáních a dal 11 gólů.

## Ligová bilance
| Ročník                                   | Zápasy | Góly | Klub                   |
| ---------------------------------------- | ------ | ---- | ---------------------- |
| Česká národní fotbalová liga 1978/79     | -      | -    | Spartak Hradec Králové |
| 1. československá fotbalová liga 1980/81 | 23     | 6    | Spartak Hradec Králové |
| 1. československá fotbalová liga 1981/82 | 3      | 0    | Dukla Praha            |
| česká národní fotbalová liga 1981/82     | 4      | 1    | VTJ Tábor              |
| 1. československá fotbalová liga 1982/83 | 4      | 1    | RH Cheb                |
| česká národní fotbalová liga 1984/85     | 30     | 4    | Spartak Hradec Králové |
| česká národní fotbalová liga 1985/86     | 29     | 10   | Spartak Hradec Králové |
| česká národní fotbalová liga 1986/87     | 30     | 7    | Spartak Hradec Králové |
| 1. československá fotbalová liga 1987/88 | 23     | 4    | Spartak Hradec Králové |
| 1. československá fotbalová liga 1988/89 | 7      | 0    | Spartak Hradec Králové |
| česká národní fotbalová liga 1988/89     | 14     | 1    | TJ JZD Slušovice       |
| CELKEM                                   | 60     | 11   |                        |